# سيباستيان فولمر
سيباستيان فولمر (بالألمانية: Sebastian Vollmer)‏ (و. 1984  م) هو لاعب كرة قدم أمريكية ألماني، ولد في دوسلدورف، مركز لعبه هو مهاجم اصتدامي ‏.

## روابط خارجية
- سيباستيان فولمر على موقع مرجع كرة القدم المحترفة.كوم (الإنجليزية)